# أنطونيلا باربا
أنطونيلا باربا (بالإنجليزية: Antonella Barba)‏ هي مغنية ومشهورة أمريكية، ولدت في 26 نوفمبر 1986 في سانتا مونيكا في الولايات المتحدة.

## وصلات خارجية
- أنطونيلا باربا على موقع IMDb (الإنجليزية)